# Ынтымак (Целиноградский район)
Ынтымак (каз. Ынтымақ, до 2018 г. — Фарфоровый) — село в Целиноградском районе Акмолинской области Казахстана. Входит в состав Арайлынского сельского округа. Код КАТО — 116655400.

## География
Село расположено в северной части района, на расстоянии примерно 37 километров (по прямой) к северу от административного центра района — села Акмол, в 7 километрах к северо-востоку от административного центра сельского округа — села Арайлы.
Абсолютная высота — 344 метров над уровнем моря.
Территория села — 3,08 км². Плотность населения — 240,6 чел./км².
Климат холодно-умеренный, с хорошей влажностью. Среднегодовая температура воздуха отрицательная и составляет около −4,0°C. Среднемесячная температура воздуха в июле достигает +20,4°C. Среднемесячная температура января составляет около −14,6°C. Среднегодовое количество осадков составляет около 390 мм. Основная часть осадков выпадает в период с июня по июль.
Ближайшие населённые пункты: село Жайнак — на юго-западе, село Кажымукан — на юге, село Талапкер — на юго-востоке.
Южнее села проходят Южносибирская железнодорожная магистраль и автодорога республиканского значения — М-36 «Граница РФ (на Екатеринбург) — Алматы; через Костанай, Астана, Караганда».

## Население
В 1989 году население села составляло 1216 человек (из них русские — 44 %, немцы — 27 %).

В 1999 году население села составляло 488 человек (227 мужчин и 261 женщина). По данным переписи 2009 года, в селе проживал 741 человек (364 мужчины и 377 женщин).
| Численность населения | Численность населения | Численность населения |
| 1989                  | 1999                  | 2009                  |
| --------------------- | --------------------- | --------------------- |
| 1216                  | ↘488                  | ↗741                  |